# Quoridor

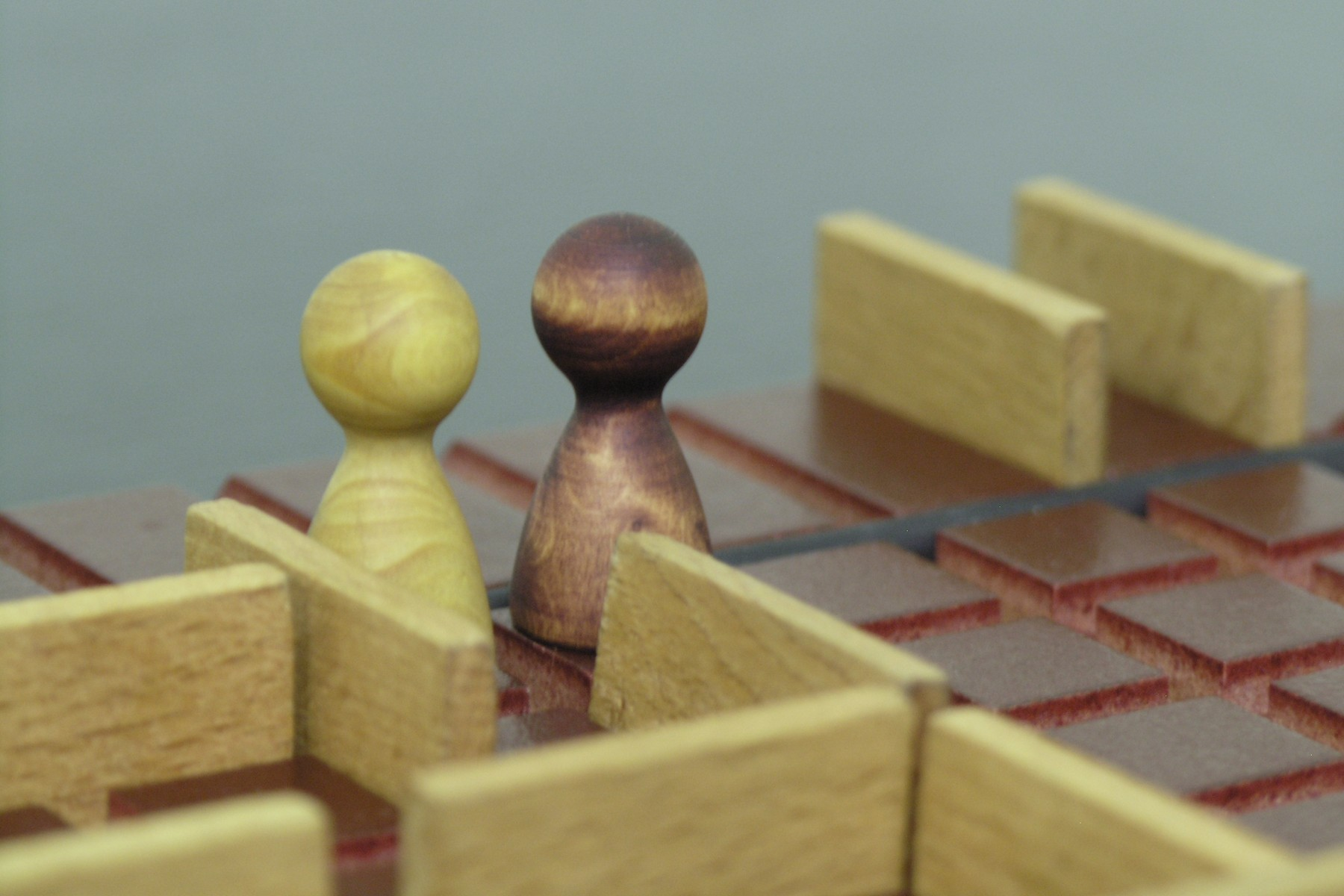
Quoridor

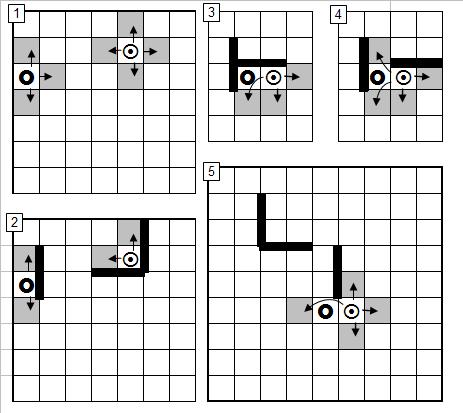
Mogelijke zetten

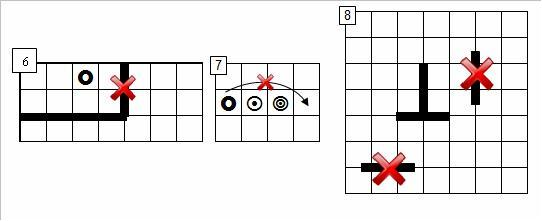
Verboden zetten

Quoridor is een bordspel, uitgegeven door Gigamic. Spelduur is 10 à 20 minuten. Voor 2 of 4 spelers

## Uitvoering en voorbereiding
- Een speelbord
- 2 Opslagruimtes (op het bord)
- 20 barricades
- 4 pionnen

Men plaatst de 20 barricades in de opslagruimtes (5 of 10 per speler)
Elke speler zet zijn pion in het midden van zijn startlijn.
Een loting bepaalt wie er begint

## Einde en Doel van het spel
Als eerste een van de negen velden op de lijn aan de andere kant van het bord bereiken.

## Spelregels
Elke speler kiest er beurtelings voor zijn pion te verzetten of een van zijn barricades neer te zetten.
Als hij geen barricades meer heeft, moet de speler zijn pion verplaatsen.
De pionnen worden één veld tegelijk verzet, horizontaal of verticaal naar voren of achteren. Men moet om de barricades heen.
Men mag over 1 pion heen springen. (zie afbeelding, mogelijke zetten)
Een barricade moet precies tussen 2 blokken van 2 velden worden geplaatst. U moet de barricades zo plaatsen dat de tegenstander een omweg moet maken, maar het is verboden de toegang tot de doellijn volledig af te sluiten, er moet altijd een oplossing blijven. (zie afbeelding, Verboden zetten)